# James Wright
James Wright es un cantante filipino-australiano, quien firmó un contrato con la red "GMA Records". Se hizo famoso después de unirse a una competención de canto, en un programa de reality show difundida por la red Red de "GMA Anac Ko 'Yan" en el 2013. Wright recibió buenas críticas después de lanzar su álbum debut homónimo y se dio a conocer con sus primeros temas musicales como "Sana'y Ikaw" y "Kung Hindi Ikaw".

## Carrera
En agosto del 2013, James Wright y su madre, Gina, se unieron a los 13 equipos, un concurso de canto en el que participaron padres e hijos en la Red televisiva de GMA Anac Ko 'Yan. James y su madre Gina, fueron denominados como "El Galán" y "La superviviente", debido a la buena apariencia presentable de James y su madre Gina por ser una sobreviviente del cáncer de mama. La música de James es generalmente de género jazz y R & B.  Aunque James y su madre Gina no pudieron ganar en el concurso, James firma contrato con la red GMA, para formar parte del Centro artístico y de Gestión de E-Talent. 
La carrera musical de James Wright, comenzó cuando interpretó un tema musical de apertura titulado "Sana'y Ikaw", para una serie dramática titulado "Carmela", protagonizado por Marian Rivera y Alden Richards. Su canción también sirvió como la única portadora para su EP auto-titulado en el 2014. Este álbum contiene cinco temas musicales OPM, con música y letra escrita a mano por Vehnee Saturno. En una entrevista, Wright dijo que el álbum está dedicado a su madre. En mayo del 2015, su álbum alcanzó un disco de oro. El premio fue entregado por el productor del álbum y compositor, Venhee Saturno, en un programa matutino de Unang Hirit.

## Discografía

### Álbumes de extensión
- James Wright (2014, GMA Records)

"Ako'y Sayo"
"Babe"
"Kung Hindi Ikaw"
"Ikaw 'yon"
"Sana'y Ikaw"
"Ako'y Sayo (Minus One)"
"Babe (Minus One)"
"Kung Hindi Ikaw (Instrumental)"
"Ikaw 'yon (Instrumental)"
"Sana'y Ikaw (Instrumental)"

### Singles
- "Sana'y Ikaw" (2014) (Theme from Carmela)
- "Kung Hindi Ikaw" (2015) (Theme from My Destiny)

### Compilaciones
- Seasons of Love (2014, GMA Records)

Track 12: "Sana'y Ikaw" (Theme from Carmela)

## Nominaciones
| Año  | Premio Giving Body        | Categoría                                       | Obra nominada     | Resultados | Ref.  |
| ---- | ------------------------- | ----------------------------------------------- | ----------------- | ---------- | ----- |
| 2015 | 28th Awit Awards          | Best Performance by a New Male Recording Artist | "Kung Hindi Ikaw" | Pendiente  |       |
| 2014 | 6th Star Awards for Music | New Male Recording Artist                       | James Wright      | Nominado   | [ 7 ] |